# ひめはじけ
『ひめはじけ』は、クリスタルな洋介による日本の漫画作品。『週刊少年サンデー』（小学館）2012年10号から同年51号まで連載されていた。全39話、単行本全3巻。

## 概要
リヒテンシュットン(架空の国)の姫が大和撫子を学ぶため日本で花嫁修業するドタバタコメディー。

## 登場人物

### リヒテンシュットン関係者
ロヴァリエ・リヒテンシュットン
本作の主人公。リヒテンシュットン国第1皇女で次期女王。本誌の柱登場人物紹介では「ひめ」と記述され、本編でも第10話の自己紹介時点には自ら「ひめ」と名乗っている。10歳の誕生日に父に大和撫子の本場である日本での花嫁修業を願い出た上で来日。現在、日本のタワーマンション、ワイアプラマンション31階に居住。
最初は真剣に花嫁修業をしているが、10歳児であるが故すぐに遊ぶことに心を奪われてしまい度々暴走する。しかし暴走していない時は常識人かつ女王としての素質を持つ一面を見せるキャラクターで、ノエルの暴走を防ぐために事前にシュトルムへ足止め・隔離を命じたり、シュトルムの思考を読んで気遣いをしたりできる。
カード (食品)の一種であるクヴァークが好物だが、同じ発酵食品である納豆は苦手。
わずか10歳でリヒテンシュットンの大学を卒業している秀才でもあり、日本語とドイツ語を流暢に話す。しかし日本にいる現在は都内ワイアプラ小学校に入学し、うさきたちが在籍する4年1組に転入する。羽子板（ハゴイタ）は得意。走るのは極端に遅い。
父（国王）を「おとっつあん」と呼ぶ。
父が病気で王政ができなくなり、代わりに王政をするために帰国する。6年ぶりに日本へ来た際は不摂生で激太りし皆を驚かせ、花嫁修業を再開する。単行本3巻の書き下ろしでダイエットに成功する。
ノエル・コッホ
教育係（仮）。作者のtwitterによればこの作品における大人の女性キャラクターはこの人物だけと言及している。
ひめにとても甘く絶対的な忠誠心を持つ反面、シュトルムには大抵厳しい態度をとる。ただし、シュトルムより年下。ひめのためなら何でもする凄まじい忠誠心を持っているが故、小学生の振りをすることも辞さないが同僚のシュトルムにとてつもなく寒い目線を送られたために諦めた。納豆の臭いと鳥が苦手。リヒテンシュットン聖守護団の団員。団員になる前は、おとなしいメイドだった。単行本3巻の描き下ろしでシュトルムと結婚していたことが明かされる。作者いわく連載前ではシュトルムの妹という設定だった。
シュトルム・ケーファー
教育係（仮）。
男性。ひめが花嫁修業を忘れて遊び出すとハリセンで叩く使命（すなわちツッコミ）を受けている。（大抵同時にノエルに叩かれている）日本人とのハーフであり、ひめが日本での花嫁修業以前に日本に住んでいたことがある。普段は誰に対しても敬語で話すが、ノエルと二人きりの時は彼女に対してタメ口で話す。
リヒテンシュットン聖守護団の団員だが、その前はいくつものスラムを暴風の様に壊滅させてきた少年。当時まだ次期団長候補とされていた現団長・ルーエの脇腹の骨を蹴り折ったが直後に屠られ、ノエルと共に育てられ今に至る。名前のシュトルムは暴風＝シュトルムゥよりこの時付けられたもの。単行本3巻の描き下ろしでノエルと結婚していたことが明かされる。
Hexe（ヘキサ）
鳥。人間の女性のロングヘアーのような髪を生やしたダチョウのような風体。
ひめが第5話で召喚した鳥の群れの中で唯一残った1羽。ペットとしてひめ一行と共にタワーマンションにいる。「常識では測れないいびつな存在」という意味で"Hexe"と命名された。第9話でひめのツッコミのためのハリセンを常備するようになり、シュトルムと共にひめにツッコミをするようになった。
アダム・エンリッヒ・リヒテンシュットン
リヒテンシュットン現国王でひめの父親。現在、リヒテンシュットン国在住。ひめを可愛がっているが、日本での花嫁修業を願い出たときは泣きベソをかいた。日本贔屓で日本語の関西弁でしゃべる。悪性の痔を患っている。病院嫌い。
ルーエ
リヒテンシュットン聖守護団の団長。女性。王族を守るという使命を担っているため、常に団員に対し厳しい態度をとる。一度シュトルムとノエルを聖守護団から解任するが、後に冗談だったという事が判明する。戦闘力は団一であり、その力はノエルとシュトルムで抑えることがやっとである。なおリヒテンシュットン聖守護団の団員は他に男性3人、女性2人がいるが詳細は不明。顎鬚を生やした初老の男性団員以外台詞もほぼ無い。
フレデリケ・シェレンベルク
10歳。シェレンベルク男爵の子孫である姫。リヒテンシュットンの王位を狙っていて、ひめに花嫁修業勝負を申し込みに来たが本当は遊びたいだけのツンデレである。タマネギを切った事がない。
サンドラ・ファドゥーツ
10歳。ファドゥーツ伯爵の子孫である姫。常に冷静で無表情で無口だが、たまに一言つぶやく。運動は苦手。
スラッシュ・アカボシ
フレデリケのお付きの人。男性。フランクな言葉使いでフレデリケを「姫サン」と呼ぶ。シェレンベルク家に仕えた侍の血をひく。種ナシスイカの栽培をしたがる。
バイド
サンドラのお付きの人。男性。上品な言葉使いをする。罰ゲームがきっかけで女装趣味に目覚めかける。

### ワイアプラマンション在住者
鳴宮うさき（なりみや うさき）
10歳の小学4年生でワイアプラ小学校4年1組に在籍。ひめの隣の部屋に住むメガネっ娘。初出は第3話だったが、第5話で名前が判明した。ひめからは「うさぎ」と呼ばれている。真面目で礼儀正しいが勘違いをする事が多く、ひめの事を芸人だと認識している。BB弾が好き。また外見からは想像できない程の運動神経を有しており、BB弾を拾い集めながらであるにも拘らず全力疾走のひめとカンナが追いつけないどころか差が開くほどの走力、ひめをハリセンで叩いて何メートルも飛ばすほどの腕力やたくさんの蝶を一瞬で大きな袋につめる瞬発力を持っている。
ひめが帰国して6年後、高校生になっても「みんなでお笑いユニットを結成する」という夢を持っている。
大和撫子（やまと なでちこ）
ひめの部屋の下の階30階に住む。初出は第7話。名前が「なでしこ」ではなく「なでちこ」である事にコンプレックスを抱いている。
ワイアプラマンション図書ルームや上の階に住むひめの騒がしさに悩まされているが、ひめから一方的に大和撫子の師匠と慕われている。基本的にひめとカンナには厳しいが、うさきには甘い。うさきとカンナのことは「鳴宮」、「水橋」と呼んでいる。ワイアプラ小学校4年1組に在籍。当初は自身を振り回すひめに対し冷たい態度をとっていたが、彼女のまともな一面を知って以来は少々考えを改めた模様でひめの裁縫やスピーチを助けようとしたりしている。両目の下に泣きぼくろが一個ずつある。お化けや学校の7不思議などが怖くて苦手。ひめが初めて作ったブローチを、とても気に入り、ずっと胸に付けている。
ひめが帰国して6年後、高校生になっても「ひめにもう一度会いたい」と願い、実際にひめに再会すると冷たい態度を取り最後までツンデレであったが、今でも彼女の部屋には4人が10歳の時に撮った写真とひめにもらったブローチが飾られている。
撫子のパパ
ゴングのおもちゃや、動体視力チェッカー、サンドバッグなどを所有する。撫子によるとこれらの所有は趣味らしいが、撫子によって要らないものとして全部ひめに贈られた。
水橋カンナ（みずはし カンナ）
50階に住む。初出第2話で、第10話で名前が判明した。ひめのウヒャッホイを刺激する存在であり、初めて会った時にはスーパーで購入前のスイカを共に割ってしまった。第9話にて名前を名乗る際にエレベーターが閉じたため「カン」しか聞こえず、ひめに「KANさん」という名前だと思われていた。ワイアプラマンションを管理する会社の社長令嬢でもある。ひめとは相性（特にひめの暴走時）が非常に良く、ひめの行動を真似している事が多い。ワイアプラ小学校4年1組に在籍する。走るのは極端に遅い。
ひめが帰国して6年後、高校生になっても男言葉で話し「なでこーは友達いねんじゃねえの?」と撫子をからかう。
クロマ＝クマ
地下666階に住む。世界の「真の黒幕」であり、「地球（ほし）の王子」を自称するクマの格好をした5歳児で年齢の割にはダンディな口調で話す。世界の歴史が動く時に潜んでいるといわれる「ハンド」という集団のボスでもある。ひめのまろ気味なまゆ毛を気に入り、ひめに求婚するなど大胆な行動力もある。
クマのようなポーズをとりながら｢ガッ｣という動きをやることで、急遽学校を創立記念日にするなど作品内に出鱈目な影響を与える。それゆえ他の登場人物からは｢歩くご都合主義｣と呼ばれる。こういった行動をとったり気取った台詞を吐くたびに、ひめにツッコミの意味であやされているがその度｢あやすな｣とダンディに突っ込んでいる。
なお、彼の基本的な活動拠点はワイアプラマンション地下666階に存在する、広大な敷地である。ワイアプラ小学校の学園長でもある。祖父はワイアプラ小学校の創立者。リヒテンシュットンの国王に菓子折りを持って挨拶に来た事もある。作者いわくテコ入れのキャラクターではないとのこと。第1話のトビラ絵でマンションの窓から顔を出していた。連載前の設定では♀（メス）でお下げ髪があったが、連載開始後は♂（オス）でお下げ髪はなくなった。
落星（めてお）
ワイアプラマンションの屋上公園で携帯ゲームをしている男子高校生。女の子と会話した事がめったになく撫子に話しかけられただけで激しく動揺する。

### ワイアプラマンション施設関係者
将軍市場店長ヤマ（ジェネラルスーパー店長ヤマ）
ワイアプラマンションにあるスーパー将軍市場（ジェネラルスーパー）の店長。第2話にて買い物に来たひめとカンナが遊びでスイカを割った時に説教をし、ノエルと共に何かやらかした際にはひめの部屋まで来ていた。

### ワイアプラ小学校関係者
今元歌夜（いまもと かや）
ワイアプラ小学校4年1組に在籍する女子生徒。うさきは「かやちゃんは裁縫が得意」と言うが本人は「それほどでもない」と言う。裁縫はパパから教わった。裁縫を上達するコツは「大事な人を想いながら縫う事」である。教室内でも帽子をかぶっている。10歳。
運動会の昼休みの時に母親らしき女性に黒いご飯を食べさせられようとするが、父親らしき男性に止められる。
作者の前作である『オニデレ』の登場人物。今元正と育島紗夜の娘である。
歌夜の母親
金髪でロングヘアーで頭頂部に2つツノがある。
作者の前作である『オニデレ』のヒロイン。育島紗夜の成長した姿である。
歌夜の父親
黒髪で眼鏡をかけていて真面目そうな男性。
作者の前作である『オニデレ』の主人公。今元正の成長した姿である。
小川えりか（おがわ えりか）
ワイアプラ小学校4年1組に在籍する女子生徒。関西弁で話す。目黒区出身。10歳。
廿楽博文（つづら ひろふみ）、御船つばさ（みふね つばさ）、森之川錬（もりのかわ れん）
ワイアプラ小学校4年1組に在籍する男子生徒。10歳。
花町あかり（はなまち あかり）
ワイアプラ小学校4年1組に在籍する女子生徒。花町あおいの妹。
花町あおい（はなまち あおい）
ワイアプラ小学校4年1組に在籍する女子生徒。花町あかりの姉。
蜂原雅（はちばら みやび）
ワイアプラ小学校4年1組の担任。27歳。独身。

### その他
ミヅキ・クマ
川原でモフモフマントを拾って時空を超えてきた少女。
スーパーの店内でクジラを見ていたり図書ルームのベンチに座っていたり花壇に擬態していたりする。

## 登場用語
リヒテンシュットン
ひめ、シュトルム、ノエルの出身国。オーストリアとスイスの境にある国で正式な国名はフュルステントゥームリヒテンシュットン公国。公用語は不明だが、日本ブームで日本語が盛んに使われている。
ハリセン
シュトルムがひめの暴走時に使用する、ツッコミを行うためには欠かせない物。ヘキサも使っている。
ワイアプラマンション
本作の主な舞台であるタワーマンション。居住区の他、スーパー、図書ルーム、ケーキ屋、屋上公園などがある。作者によると、このマンションにはこれらの他にもいろいろな施設があるとのこと。現在判明している最上階は50階で、最下層は地下666階（地下も管理人が把握しているのかどうかは不明）。
戯れの衝動（ウヒャッホイ）
ひめが抱える悪ふざけや遊びたがる衝動。具現化すると丸に少々バカっぽい表情のある顔のような姿をしている。ひめが花嫁修業の過程で大人になろうとする反動により幼児性が高まる事が原因とされる。現在はある程度抑えることができるようになってきているものの度々発散させないとどんどん肥大化していき、暴走時の行動がより凄まじい物となってしまう。
ローリング・ロイヤル
ひめの必殺技。王冠を手に持ち捻る力で破壊力を生み出す。ただし莫大なエネルギーを使うため一日に3発が限度。
クロマ・クィーンスーツ
クロマ=クマの妻になる者に送られるスーツ。このスーツを着てクマフラージュと言うと変身できる。
ロヴォリエ
クロマ=クマが作ったロヴァリエの影武者ロボット。このロボットもクマフラージュで変身しているので周りにはロヴァリエに見える。